# 北海道美瑛高等学校
北海道美瑛高等学校（ほっかいどうびえいこうとうがっこう、Hokkaido Biei High School）は、北海道上川郡美瑛町にある公立（道立）の高等学校である。全日制普通科。通称「美高」。

## 沿革
- 1949年 - 北海道永山農業高等学校（現在の旭川農業高）分校として開校。
- 1952年 - 北海道美瑛高等学校として独立。
- 1963年 - 道立に移管。

## 校訓
- 「志あれば必ず成る」